# فرانسوا نيكول
فرانسوا نيكول (بالفرنسية: François Nicole)‏ هو رياضياتي فرنسي، ولد في 23 ديسمبر 1683 في باريس في فرنسا، وتوفي بنفس المكان في 18 يناير 1758.